# Wyszewo
Wyszewo (deutsch Seidel) ist ein Dorf in der Woiwodschaft Westpommern in Polen. Es gehört zur Gmina Manowo (Gemeinde Manow) im Powiat Koszaliński (Kösliner Kreis).

## Geographische lage
Das Kirchdorf liegt in Hinterpommern, etwa 14 Kilometer südöstlich der Stadt Koszalin  (Köslin) und vier Kilometer südöstlich des Dorfs Manowo (Manow).

## Geschichte
Die Ortschaft Seydel oder Seidel, in alten Urkunden auch Sedell geschrieben, war ein altes Lehen der Familie Glasenapp, das seit mindestens dem 14. Jahrhundert bis ins 19. Jahrhundert hinein – wahrscheinlich durchgehend – zu deren Dorf Manow gehört hatte, das 1346 in Urkunden erwähnt wird. 1509 oder 1519 saßen Henning, Kurt und Hans von Glasenapp auf Manow und Sedell. 1782 befand sich Seidel im Besitz von Paul Friedrich August von Glasenapp. Besitzer des Guts Seydel wurde 1847 Georg Holtz auf Manow, der im Verzeichnis der landtags- und kreistagsfähigen Rittergüter vom 1. Januar 1862 aufgelistet ist.  Fideikommissbesitzer des Rittergutes Seydel war 1873 Karl Anton von Hohenzollern-Sigmaringen in Sigmaringen, der im Kreis Köslin außerdem noch die Rittergüter Manow, Grünhof und Roßnow besaß.  Im Jahr 1892 wird Anton von Hohenzollern-Sigmaringen in Sigmaringen als Besitzer des Guts Seydel genannt.
Am 1. April 1927 hatte das Gut Seydel eine Flächengröße von 1748 Hektar, und am 16. Juni 1925 hatte der Gutsbezirk 145 Einwohner. 
Zwischen 1928 und 1932 wurde der Gutsbezirk Seydel in die Landgemeinde Seidel eingegliedert.
Anfang der 1930er Jahre hatte die Landgemeinde Seidel eine Flächengröße von 34,3 km². Innerhalb der Gemeindegrenzen standen zusammen 98 bewohnte Wohnhäuser an vier verschiedenen Wohnstätten:
1. Forsthaus Klein Viverow
2. Gut Seydel
3. Seidel
4. Viverow

1925 hatte die Landgemeinde 757 Einwohner, von denen 748 evangelisch und vier katholisch waren; 1939 hatte Seidel 859 Einwohner.
Bis 1945 bildete Seidel eine Landgemeinde im Landkreis Köslin in der preußischen Provinz Pommern. Seidel war dem Amtsbezirk Manow zugeordnet.
Nachdem die Region gegen Ende des Zweiten Weltkriegs im Frühjahr 1945 von der Roten Armee besetzt worden war, wurde Seidel von der Sowjetunion der Volksrepublik Polen zur Verwaltung überlassen. Der Ortsname Seidel wurde zu Wyszewo polonisiert. Die Einheimischen Seidels wurden bis etwa 1947 von der polnischen Administration aus dem Kreisgebiet vertrieben.

## Kirche

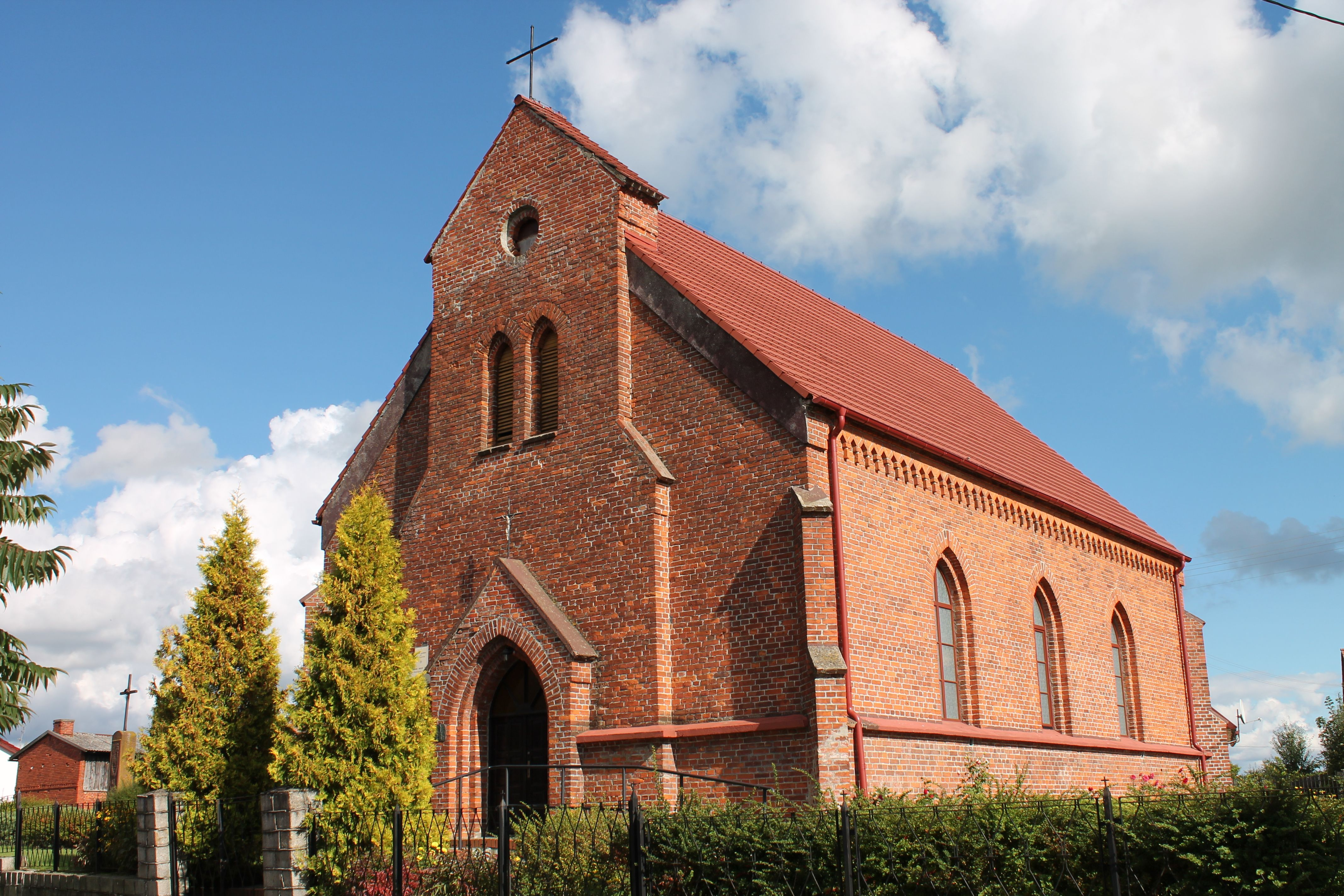
Dorfkirche (2013), bis 1945 Gotteshaus der evangelischen Gemeinde Seidel

Die bis zur Vertreibung der Einheimischen nach dem Zweiten Weltkrieg anwesenden Dorfbewohner waren überwiegend evangelisch. Die evangelischen Bewohner der Gemeinde Seidel gehörten zum Kirchspiel Manow. Die Kirchenbücher befanden sich in Manow.
Das katholische Kirchspiel war in Köslin. Das Standesamt befand sich in Manow.
Das Kirchengebäude wurde 1945 zugunsten der Römisch-katholischen Kirche in Polen zwangsenteignet.